# ІСЗ Д-1 № 1
ІСЗ Д-1 № 1 (Об'єкт «Д-1») — третя радянська спроба запустити штучний супутник Землі за програмою Спутнік, перша невдала. 27 квітня 1958 року на ділянці роботи першого ступеня, в Т +88 с, виникли резонансні коливання бічних блоків, які зруйнували ракету на 96 сек польоту.

## Опис
ІСЗ Д-1 № 1 конструктивно був подібним до Супутника-3 й був оснащений досконалою для свого часу вимірювальною та радіотелеметричною апаратурою (система «Трал» працювала з запам'ятовуючим пристроєм), при цьому результати вимірів запам'ятовувалися і з великою швидкістю скидалися на приймальні пункти при прольоті супутника над територією СРСР.
Спутник був виконаний як термоконтейнер конічної форми довжиною 3,57 м, з діаметром основи 1,73 м (як не рахувати антени, що виступають).
Розробка ескізного проекту об'єкта Д і РН 8А91 для його запуску в ОКБ-1 закінчилась 24 липня 1956 року.
Щільне розміщення великої кількості чутливої апаратури зажадало ретельного опрацювання компонування ШСЗ для виключення взаємного впливу окремих приладів. Усередині гермокорпуса на так званій задній приладовій рамі з магнієвого сплаву були розташовані: радіотелеметрична («Трал») і радіонавігаційна («Факел-Д» і «Факел-М» для контролю орбіти) системи, програмно-часовий пристрій, блоки командної радіолінії (МРВ-2М) і системи забезпечення теплового режиму, електрохімічні джерела струму. Тут же була встановлена наукова апаратура для вимірювання інтенсивності первинного космічного випромінювання та реєстрації ядер важких елементів в космічних променях, а також для реєстрації ударів мікрометеорів (на «зорі космічної ери» цього вельми побоювалися).
На передній приладової рамі розміщувались: апаратура для вимірювання тиску, іонного складу атмосфери, концентрації позитивних іонів, розміру електричного заряду, напруженості електростатичного та магнітного полів, інтенсивності корпускулярного випромінювання Сонця. Тут же було встановлено один з радіопередавачів («Маяк»). Всього супутник мав на борту 12 наукових приладів.
Крім хімічних джерел електроживлення, супутник оснащувався секціями напівпровідникових сонячних батарей (СБ) — чотири малі секції на передньому днищі, чотири секції на бічній поверхні і одна — на задньому днищі (що забезпечувало зусебічне отримання випромінювання). Регулювання теплового режиму ШСЗ здійснювалося зміною примусової циркуляції теплоносія (газоподібний азот), а також зміною коефіцієнта власного випромінювання ШСЗ. Для цього на бічній поверхні супутника встановили 16 секцій автоматично керованих жалюзі.

## Підготовка запуску
ІСЗ Д-1 № 1 мала вивести на орбіту ракета-носій 8А91, яку згодом використали для запуску третього радянського ШСЗ, і вона стала, фактично, першою радянською «чисто космічною» ракетою. Перші два супутники були виведені на орбіту модернізованими дослідними МБР Р-7; нова ракета спочатку розроблялася спеціально для об'єкта Д і наступних ШСЗ.
У порівнянні з базовою Р-7 вона була полегшена і оснащена модифікованими РРД зі збільшеним питомим імпульсом (стартова маса 8А91 — 268,6 т).
У жовтні 1957— березні 1958 року в Підлипках виготовили чотири «пакети» 8А91: два відправили на наземні стендові випробування, а два (№ Б1-1 і Б1-2) — на полігон Тюратам (нині — космодром Байконур).
Підготовка супутника на технічній позиції космодрому відбувалась у квітні 1958 р. При цьому особлива увага приділялася перевірці вперше застосованих сонячних батарей.

## Аварія
Перший запуск носія 8А91 (№ Б1-2) з об'єктом Д-1 відбувся 27 квітня 1958, але ІСЗ Д-1 № 1 на орбіту не вийшов внаслідок аварії РН (на ділянці роботи першого ступеня, в Т +88 с, виникли резонансні коливання бічних блоків, які зруйнували ракету на 96 сек польоту).
Ракета впала на полігоні за 100 кілометрів від старту. Супутник відірвався і впав окремо. Тому, мабуть, і вцілів. ІСЗ Д-1 № 1 знайшли (він злегка сплюснувся), привезли до монтажно-випробувального корпусу. При розбиранні, коли відстиковували заднє днище, супутник почав горіти: сталося коротке замикання обгорілих дротів.